# نقطه برخوردگاه مرتبه سوم
در مخابرات، یک نقطه برخوردگاه مرتبه سوم (IP3 یا TOI) (به انگلیسی: Third-order intercept point) یک رقم خاص از شایستگی مرتبط با اعوجاج میان‌مدگرایی مرتبه سوم (IMD3) است، که معیاری برای سامانه‌ها و دستگاه‌های به‌طورضعیف غیرخطی، برای نمونه گیرنده‌ها است. تقویت‌کننده‌ها و مخلوط‌کننده‌های خطی این مبتنی‌بر این ایده است که غیرخطی بودن دستگاه را می‌توان با استفاده از یک چند جمله‌ای مرتبه پایین، که با استفاده از بسط سری تیلور به دست می‌آید، مدل کرد. نقطه برخوردگاه مرتبه سوم ضرایب غیرخطی ناشی از جمله غیرخطی مرتبه سوم را به سیگنال تقویت‌شدهٔ خطی مرتبط می‌کند، برخلاف نقطه برخوردگاه مرتبه دوم که از جملات مرتبه دوم استفاده می‌کند.
نقطه برخوردگاه یک مفهوم کاملاً ریاضی است و با سطح توان فیزیکی عملاً مطابقت ندارد. در بسیاری از موارد، بسیار فراتر از آستانه آسیب دستگاه قرار دارد.

## تعاریف
دو تعریف مختلف برای نقاط برخوردگاه استفاده می‌شود:
- بر اساس هارمونیک: دستگاه با استفاده از یک تک تُن ورودی آزمایش می‌شود. ضرایب غیرخطی ناشی از غیرخطی‌بودن مرتبه n-ام در n برابر فرکانس تُن ورودی ظاهر می‌شوند.
- بر اساس ضرایب میان‌مَدگرایی: دستگاه با دو تُن سینوسی یکی در {\displaystyle f_{1}} و یکی در {\displaystyle f_{2}} تغذیه می‌شود. وقتی مجموع این امواج سینوسی را مکعب می‌کنید، امواج سینوسی در فرکانس‌های مختلف از جمله {\displaystyle (2f_{2}-f_{1})} و {\displaystyle (2f_{1}-f_{2})}دریافت خواهید کرد. اگر {\displaystyle f_{1}} و {\displaystyle f_{2}} بزرگ هستند اما خیلی به هم نزدیک هستند {\displaystyle (2f_{2}-f_{1})} و {\displaystyle (2f_{1}-f_{2})} بسیار نزدیک به{\displaystyle f_{1}} و {\displaystyle f_{2}} خواهد بود. این رویکرد دوتُن این مزیت را دارد که محدود به دستگاه‌های باندپهن نیست و معمولاً برای گیرنده‌های رادیویی استفاده می‌شود.

تعریف نقطه برخودگاه

نقطه برخودگاه به‌صورت گرافیکی با ترسیم توان خروجی در مقابل توان ورودی هردو در مقیاس‌های لگاریتمی (مثلا دسی‌بل) به‌دست می‌آید. دو منحنی رسم‌شده‌اند؛ یکی برای سیگنال تقویت‌شده خطی در فرکانس تُن ورودی، یکی برای یک ضریب غیرخطی. در مقیاس لگاریتمی، تابع xn به یک خط مستقیم با شیب n تبدیل می‌شود؛ بنابراین، سیگنال تقویت‌شده خطی شیب ۱ را نشان می‌دهد. یک ضریب غیرخطی مرتبه سوم برابر ۳ دسی‌بل در توان افزایش می‌یابد زمانی که توان ورودی ۱ دسی‌بل افزایش یابد.
هر دو منحنی با خطوط مستقیم شیب ۱ و n (3 برای یک نقطه برخوردگاه مرتبه سوم) گسترش یافته‌اند. نقطه تلاقی منحنی‌ها نقطه برخوردگاه است. می‌توان آن را از محورهای توان ورودی یا خروجی خواند که به‌ترتیب به نقطه برخوردگاه ورودی (IIP3) یا خروجی (OIP3) منجر می‌شود.
نقطه برخوردگاه ورودی و خروجی با بهره سیگنال-کوچک دستگاه متفاوت است.

## یادداشت
- نقطه برخوردگاه مرتبه سوم یک همگرایی برون‌یابی‌شده - که مستقیماً قابل‌اندازه‌گیری نیست - ضرایب اعوجاج میان‌مدگرایی در خروجی مورد نظر است.
- این نشان می‌دهد که یک دستگاه (به عنوان مثال یک تقویت‌کننده) یا یک سامانه (به عنوان مثال، یک گیرنده) در حضور سیگنال‌های قوی چقدر خوب عمل می‌کند.
- گاهی از آن استفاده می‌شود (به جای نقطه فشردش 1 dB) برای تعیین حد بالایی محدوده پویایی یک تقویت‌کننده.
- تعیین یک نقطه برخوردگاه مرتبه سوم یک گیرنده سوپرهتروداین با استفاده از دو فرکانس آزمایشی که در اولین باندگذر مخلوط کننده فرکانس میانی قراردارند انجام می‌شود. معمولاً فرکانس‌های آزمایشی حدود ۲۰ تا ۳۰ کیلوهرتز ازهم جدا است.
- مفهوم نقطه برخوردگاه برای سامانه‌های به‌شدت غیرخطی، مانند زمانی که سیگنال خروجی به دلیل محدودیت ولتاژ تغذیه بریده می‌شود، معنایی ندارد.

## مطالعه بیشتر
- Bowick, Christopher (2008-01-21). "Chapter 7: Class-A Amplifiers and Linearity". RF Circuit Design: Understanding RF Power Amplifiers. RF Designline (2 ed.). Archived from the original on 2010-07-02.
- "The Relationship of Intercept Points and Composite Distortions". Middlesex, New Jersey, USA: Matrix Test Equipment, Inc. 2018-02-18. MTN-109. Archived from the original on 2012-08-16.  (9 pages)
- Dunsmore, Joel P. (2012). Handbook Of Microwave Component Measurements. Wiley.